# Denilson Geraldo
Denilson Geraldo SAC (* 31. Mai 1969 in Cornélio Procópio, Paraná) ist ein brasilianischer römisch-katholischer Ordensgeistlicher und Weihbischof in Brasília.

## Leben
Denilson Geraldo trat der Ordensgemeinschaft der Pallottiner bei und legte am 4. Februar 1990 die Profess ab. Anschließend studierte er Philosophie an der Pontifícia Universidade Católica do Paraná und Katholische Theologie am Studium Theologicum in Curitiba. Am 6. Juli 1997 empfing er das Sakrament der Priesterweihe.
Geraldo war zunächst als Pfarrvikar und später als Pfarradministrator der Pfarrei Santa Bibiana in Martinópolis im Bistum Presidente Prudente tätig, bevor er 1999 Pfarrer der Pfarrei São João Batista in São Paulo wurde. Von 2001 bis 2007 fungierte er zusätzlich als Direktor der Kindertagesstätte der Pfarrei São João Batista. Daneben erwarb er 2002 nach weiterführenden Studien am Instituto de Direito Canônico Pe. Benito Giuseppe Pegoraro in São Paulo ein Lizenziat im Fach Kanonisches Recht. Ab 2007 setzte Denilson Geraldo seine Studien in Rom fort, wo er 2009 an der Päpstlichen Lateranuniversität mit der Arbeit O juízo do superior para admitir ao período introdutório (noviciado) conforme o ordenamiento jurídico da Sociedade do Apostolado Católico (N. 76, 1 E 290) e do direito comum (Cân. 642) („Das Urteil des Oberen über die Zulassung zur Einführungszeit (Noviziat) gemäß der Rechtsordnung der Gesellschaft des Katholischen Apostolats (N. 76, 1 E 290) und des allgemeinen Rechts (Canon 642)“) im Fach Kanonisches Recht promoviert wurde.
Nach der Rückkehr in seine Heimat im Jahr 2010 wurde Geraldo zuerst Pfarrvikar und dann Pfarradministrator der Pfarrei Santo Antônio de Lisboa und der Kapelle Regina Mundi in São Paulo. Zudem wirkte er von 2009 bis 2013 als Richter am Kirchengericht des Erzbistums São Paulo. Darüber hinaus lehrte er an der Pontifícia Universidade Católica de São Paulo, am Centro Universitário Salesiano de São Paulo (UNISAL), an der Faculdade São Bento des Mosteiro de São Bento und an der Kirchenrechtlichen Fakultät São Paulo Apóstolo in São Paulo sowie an den Kirchenrechtlichen Instituten in Florianópolis und in Londrina. Daneben war er Koordinator für das Theologiestudium am Campus Santana der Pontifícia Universidade Católica de São Paulo sowie Mitglied des Universitätsrats, des Fakultätsrats der Theologischen Fakultät und des Prüfungsausschusses. Außerdem war er Sekretär der Ordensprovinz São Paulo seiner Ordensgemeinschaft und Mitglied des Provinzialrats. Ab 2016 gehörte Geraldo dem Generalrat der Pallottiner in Rom an. Zusätzlich fungierte er als Direktor des Historischen Instituts San Vincenzo Pallotti in Rom und als Präsident der internationalen Rechtskommission seiner Ordensgemeinschaft. Ferner war Geraldo Herausgeber der Zeitschriften Scientia Canonica und Apostolato Universale. Parallel dazu absolvierte er einen Kurs am Studio Rotale der Römischen Rota. Geraldo koordinierte die Neuausgabe des Codex Iuris Canonici durch die Brasilianische Bischofskonferenz. Er gehört der Brasilianischen Gesellschaft der Kanonisten an.
Am 25. Januar 2023 ernannte ihn Papst Franziskus zum Titularbischof von Lamsorti und zum Weihbischof in Brasília. Die Bischofsweihe spendete ihm am 15. April desselben Jahres in der Kathedrale Cristo Rei in Cornélio Procópio der Erzbischof von Sorocaba, Júlio Endi Akamine SAC; Mitkonsekratoren waren der Erzbischof von Brasília, Paulo Cezar Kardinal Costa, und der Erzbischof von São Paulo, Odilo Kardinal Scherer. Sein Wahlspruch Bem-aventurados os que promovem a paz, pois eles serão chamados filhos de Deus („Selig, die Frieden stiften, denn sie werden Kinder Gottes genannt werden“) stammt aus der Bergpredigt (Mt 5,9 ).

## Schriften (Auswahl)
- O juízo do superior para admitir ao período introdutório (noviciado) conforme o ordenamiento jurídico da Sociedade do Apostolado Católico (N. 76, 1 E 290) e do direito comum (Cân. 642). Pontificia Università Lateranense, Rom 2009, OCLC 949148637.
- Metodologia Jurídica Canônica. Editora Santuário, Aparecida 2010, ISBN 978-85-369-0181-7.
- As formas de Vida Consagrada como dom do Espírito Santo à Igreja. In: Revista de cultura teológica. Band 19, Nr. 74, 2011, S. 87–109.
- O discernimento vocacional e a legislaçao canônica. In: Revista de cultura teológica. Band 19, Nr. 75, 2011, OCLC 816514256, S. 59–78.
- A vida consagrada no código de direito canônico. Editora Santuário, Aparecida 2012, ISBN 978-85-369-0280-7.
- O discernimento vocacional: perspectiva canônica. In: Revista eclesiástica brasileira. Band 72, Nr. 286, 2012, OCLC 812180114, S. 348–365.
- O processo canônico sobre os delitos contra mennores. In: Revista eclesiástica brasileira. Band 72, Nr. 287, 2012, S. 604–627.
- O sacramento da penitência em perspectiva canônica, teológica e pastoral. In: Revista de cultura teológica. Band 20, Nr. 77, 2012, OCLC 868225764, S. 27–54.
- O sacramento da Ordem na legislaçao canônica. In: Revista de cultura teológica. Band 21, Nr. 82, 2013, S. 137–170.
- O Sínodo sobre a família e a referência à eli natural. In: Revista eclesiástica brasileira. Band 74, Nr. 294, 2014, S. 453–464.
- A Teologia do Direito Matrimonial nas Alocuções de Bento XVI ao Tribunal da Rota romano. In: Horizonte: revista de Estudos de Teologia e Ciências da Religião. Band 13, Nr. 38, 2015, S. 1103–1121.
- Valnidei de Jesus Ribeiro, Denilson Geraldo: A reforma no processo de nulidade matrimonial e sua gênese no Sînodo dos Bispos. In: Revista eclesiástica brasileira. Band 76, Nr. 302, 2016, S. 356–374.
- O inviolável sigilo dos sacerdotes e o respeito à intimidade. In: Revista eclesiástica brasileira. Band 76, Nr. 302, 2016, S. 428–445.
- Márcia Maria Cabreira M. de Souza, Denilson Geraldo: Migraçao e urbanizaçao no contexto da evangelizaçao. In: Perspectiva teológica. Band 48, Nr. 2, 2016, OCLC 8515390841, S. 335–356.
- Il diritto di associazione del Popolo di Dio. In: Anuario argentino de derecho canónico. Band 24, 2018, S. 61–78.